# داوید سیمون
داوید سیمون (انگلیسی: David Simón؛ زادهٔ ۱۶ دسامبر ۱۹۸۸) بازیکن فوتبال اهل اسپانیا است.
از باشگاه‌هایی که در آن بازی کرده‌است می‌توان به باشگاه فوتبال دپورتیوو لاکرونیا و باشگاه فوتبال لاس پالماس اشاره کرد.

## دوران باشگاهی

### لاس‌پالماس
داوید سیمون که در لاس پالماس، جزایر قناری به دنیا آمد، به عنوان یک بزرگسال با تیم محلی یونیون ویرا شروع به بازی کرد. در سال ۲۰۱۰، او به باشگاه فوتبال لاس پالماس نقل مکان کرد و به تیم ذخیره باشگاه، باشگاه فوتبال اتلتیکو لاس پالماس فرستاده شد.
در تابستان ۲۰۱۱، داوید سیمون به باشگاه وسینداریو از سگوندا دیویسیون بی قرض داده شد. او به‌طور منظم برای این باشگاه که به رده چهارم فوتبال اسپانیا سقوط کرد، ظاهر شد.
در ژوئن ۲۰۱۲، داوید سیمون قرارداد خود را با باشگاه فوتبال لاس پالماس تا سال ۲۰۱۵ تمدید کرد، اما در تیم ذخیره باقی ماند. در اوت ۲۰۱۴ به تیم اصلی ملحق شد.
در ۲۳ اوت ۲۰۱۴، داوید سیمون اولین بازی خود را به عنوان یک حرفه ای با شروع در پیروزی ۲ بر صفر خانگی مقابل یو ای لاگوسترا در سگوندا دیویسیون انجام داد. او اولین گل خود را در این رقابت‌ها در ۲۱ مارس سال بعد در باخت ۴–۲ خارج از خانه مقابل باشگاه فوتبال نومانسیا به ثمر رساند.
داوید سیمون در فصل ۲۰۱۴–۲۰۱۵ یک بازیکن بی چون و چرا بود و در ۴۱ بازی حضور داشت و دو گل به ثمر رساند و تیمش پس از ۱۳ سال غیبت به لالیگا بازگشت. او اولین بازی خود را در این رقابت‌ها در ۲۲ اوت ۲۰۱۵ انجام داد و ۹۰ دقیقه کامل را در شکست ۱ بر صفر مقابل اتلتیکو مادرید بازی کرد.

### دپورتیوو لاکرونیا
در ۲۴ ژوئیه ۲۰۱۸، داوید سیمون پس از سقوط از دسته دوم، قرارداد خود را با لاس پالماس فسخ کرد و روز بعد قراردادی دو ساله با تیم دسته دومی دپورتیوو لاکرونیا امضا کرد. او در فصل ۲۰۱۹–۲۰۲۰ به دلیل مصدومیت تنها ۱۰ بازی در لیگ انجام داد و در فصل سقوط تیمش یک گل به ثمر رساند.

### کارتاخنا
داوید سیمون در ۲ سپتامبر ۲۰۲۰ قراردادی یک ساله با باشگاه فوتبال کارتاخنا امضا کرد. و پس از انجام ۳۰ بازی در لیگ، در ژانویه سال ۲۰۲۲ از این تیم جدا شد.

### لامیا
در پنجره نقل و انتقالات زمستانی ۲۰۲۲، داوید سیمون به باشگاه فوتبال لامیا ۱۹۶۴ از تیم‌های حاضر در سوپر لیگ فوتبال یونان ملحق شد.